# Campeonato Mundial de Patinaje Artístico sobre Hielo de 1985
El LXXV Campeonato Mundial de Patinaje Artístico se realizó en Tokio (Japón) entre el 6 y el 10 de marzo de 1985 bajo la organización de la Unión Internacional de Patinaje sobre Hielo (ISU) y la Federación Japonesa de Patinaje sobre Hielo. 

## Resultados

### Masculino
| Puesto | Nombre           | País            | Puntos |
| ------ | ---------------- | --------------- | ------ |
| Oro    | Alexandr Fadeyev | Unión Soviética |        |
| Plata  | Brian Orser      | Canadá          |        |
| Bronce | Brian Boitano    | Estados Unidos  |        |

### Femenino
| Puesto | Nombre        | País                          | Puntos |
| ------ | ------------- | ----------------------------- | ------ |
| Oro    | Katarina Witt | República Democrática Alemana |        |
| Plata  | Kira Ivanova  | Unión Soviética               |        |
| Bronce | Tiffany Chin  | Estados Unidos                |        |

### Parejas
| Puesto | Nombre                            | País            | Puntos |
| ------ | --------------------------------- | --------------- | ------ |
| Oro    | Yelena Valova / Oleg Vasiliyev    | Unión Soviética |        |
| Plata  | Larisa Selezneva / Oleg Makarov   | Unión Soviética |        |
| Bronce | Katherina Matousek / Lloyd Eisler | Canadá          |        |

### Danza en hielo
| Puesto | Nombre                              | País            | Puntos |
| ------ | ----------------------------------- | --------------- | ------ |
| Oro    | Natalia Bestemianova / Andrei Bukin | Unión Soviética |        |
| Plata  | Marina Klimova / Sergei Ponomarenko | Unión Soviética |        |
| Bronce | Judy Blumberg / Michael Seibert     | Estados Unidos  |        |

## Medallero
| Núm. | País                          | Oro | Plata | Bronce | Total |
| ---- | ----------------------------- | --- | ----- | ------ | ----- |
| 1    | Unión Soviética               | 3   | 3     | 0      | 6     |
| 2    | República Democrática Alemana | 1   | 0     | 0      | 1     |
| 3    | Canadá                        | 0   | 1     | 1      | 2     |
| 4    | Estados Unidos                | 0   | 0     | 3      | 3     |
|      | TOTAL                         | 4   | 4     | 4      | 12    |

| Predecesor: Canadá 1984 | Campeonato Mundial de Patinaje Artístico sobre Hielo 1985 | Sucesor: Suiza 1986 |

- Datos: Q201822